# 新宿公園塔
新宿公園塔（日语：新宿パークタワー）是日本東京西新宿第二高的摩天大樓（僅次於東京都廳舍第一本廳舍），於1994年正式落成，是日本建築師丹下健三的重要作品之一。其由三座高度不同的大樓組成，由高到低依序排列，最高樓達235公尺（771英尺），共57層。

## 概要

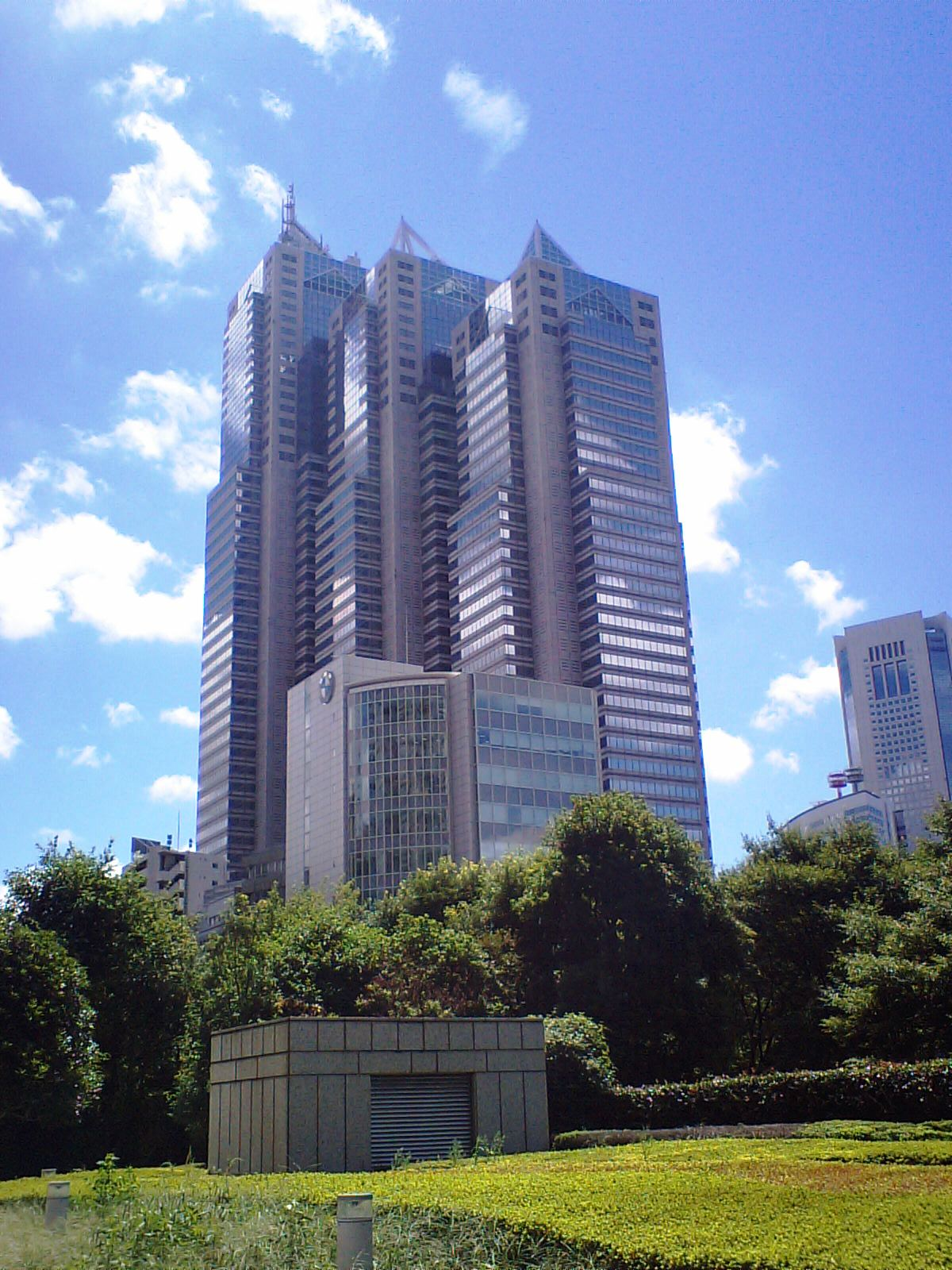
從公園的草地上眺望新宿公園塔

新宿公園塔是一個大型的辦公大樓，由N棟･S棟･C棟組成，39至52樓是東京柏悅酒店（パークハイアット東京） ，地下2至5樓為停車場，地下1樓為商店和餐廳，1到8樓的使用者主要是一些零售商店，9至37樓則是辦公室。2003年上映的好萊塢電影《迷失東京》一部分的場景在52樓的「紐約酒吧」（NEW YORK BAR）拍攝。
此大樓是新宿超高層摩天大樓群中較晚建成者，原址是東京瓦斯的設施用地。其獨特的建築設計與一旁同由丹下健三設計的東京都廳舍相似，因此被人戲稱為「東京都廳第三本廳舍」。

## 樓層與設施
- 39樓-52樓:東京柏悅酒店（2樓為酒店入口）
- 9樓-37樓:辦公樓
- 3樓-7樓:生活設計中心OZONE
- 1樓:1F中庭、東京瓦斯展廳入口
- 地下1樓:餐廳及商店
- 地下2樓-地下5樓:停車場（地下2樓及地下3樓為租戶停車場）

## 主要租戶
- 東京柏悅酒店（39-52樓）
- 東京瓦斯
  - 東京瓦斯不動產（C幢22樓）
  - 新宿展廳
- 東京電子器件（日语：東京エレクトロン デバイス）新宿支社（34樓）
- 損害保險料率算出機構（28-29樓）
- 日本萊雅（16樓）
- 日本米其林輪胎（13樓）
- JTB銷售部門
- THE CONRAN SHOP（テレンス・コンラン（日语：コンランショップ））新宿本店（3-4樓）
- 生活設計中心OZONE

## 外部連結
- 新宿パークタワーホームページ （页面存档备份，存于）